# Hoalen
 (février 2015).
 (novembre 2020).
Hoalen est une société bretonne fondée en 2006, et spécialisée dans la création de vêtements pour le surf, la voile, la rame et toutes les activités extérieures liées à l’océan.

## Histoire
Hoalen, qui signifie sel en Breton, a été fondé en 2006 par Éric et Virginie Cantineau à Kélerdut dans le Finistère,. Hoalen est né de la volonté de proposer des vêtements inspirés de l'univers des sports de glisse.

## Ocean Stores
En parallèle de son réseau de distribution classique, Hoalen a ouvert en 2010 à Plouguerneau son premier Ocean Store. Lieu consacré aux produits de la marque et point de rencontre des passionnés des sports de glisse. Hoalen compte huit Ocean Stores en 2019

## Magasins

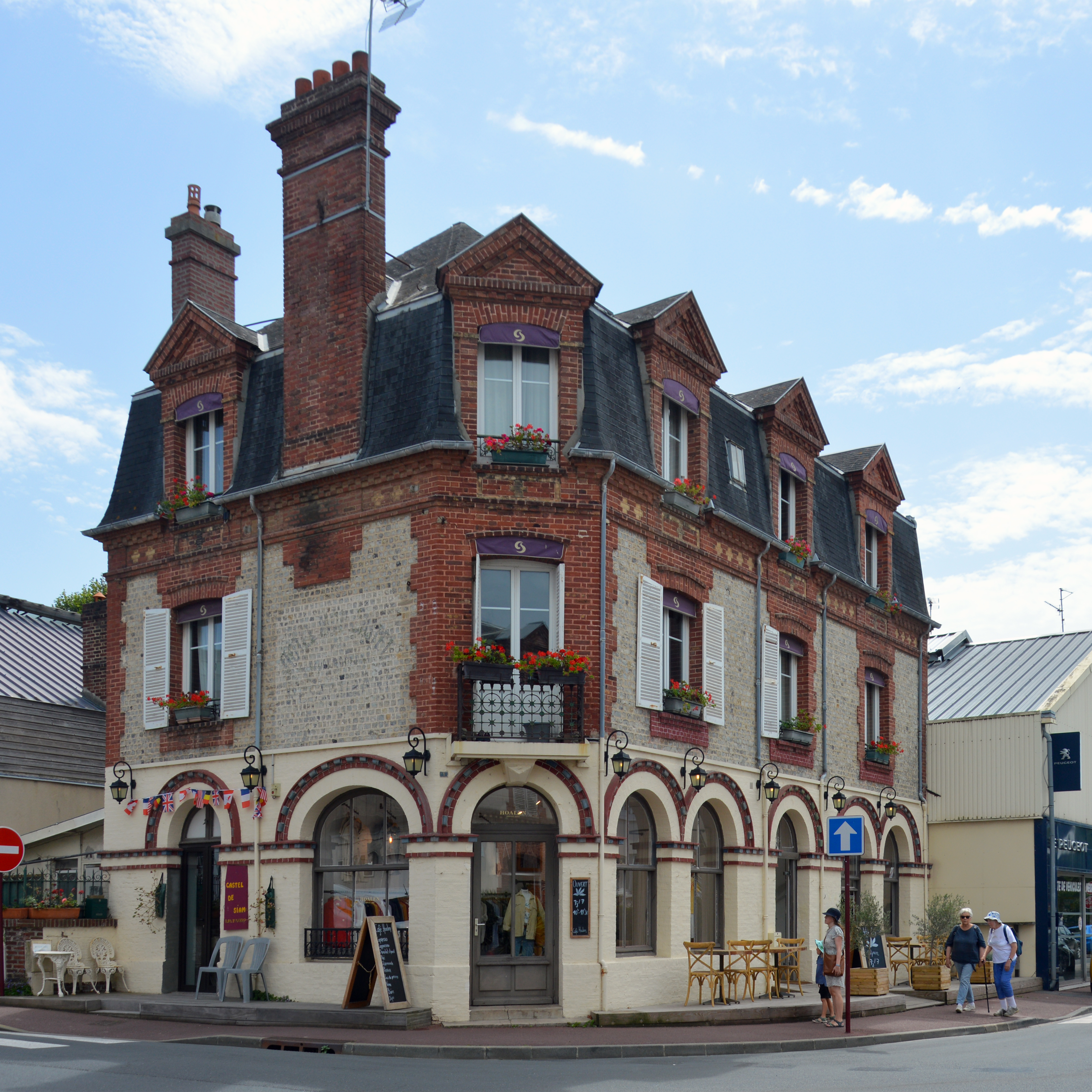
Une boutique à Houlgate.

Kélerdut, Brest, Saint-Lunaire, La Trinité-sur-Mer, Paris, Guéthary, Morgat, Houlgate, Cap-Ferret,Préfailles, Granville.

## Promotion
Pour promouvoir sa marque, Hoalen sponsorise de nombreux sportifs des disciplines ciblées par la marque : surf, kite-surf, pirogue et voile. Parmi les principaux :
- Beau Young (en), surfeur australien, fils du surfer Nat Young, ambassadeur surf, Champion ASP World Longboard, 2000 et 2003
- Alexandre Caizergues, ambassadeur kitesurf, 3 fois champion du monde de vitesse, 2007, 2008 et 2009
- Guillaume Lebrec, ambassadeur voile
- Bruno Sroka, ambassadeur kitesurf, champion du monde 2007, champion d'Europe 2009 et 2010, 1er au classement IKA - ISAF 2009 et 2010
- Justine Mettraux, ambassadrice voile
- Jean Galfione, ancien sportif de haut niveau, maintenant principal modèle Hoalen

La marque organise aussi différents évènements sportifs tels que le Hoalen challenge, une course longue distance en pirogue ou Fathers and sons, une compétition de surf en duos parent/enfant, ou bien encore la compétition de surf familiale "Tribes", compétition de surf en longboard et en tandem.
En 2024 elle sponsorise la course de yachts « Hoalen Brest Douarnenez Classic Finistère ».